# John Davis Long
John Davis Long (27 de Outubro de 1838 – 28 de Agosto de 1915) foi um advogado, político e escritor de Massachusetts. Foi o 32º Governador de Massachusetts, exercendo de 1880 até 1883. Posteriormente, exerceu como Secretário da Marinha de 1897 até 1902, época que incluiu a Guerra Hispano-Americana, principalmente naval.
Nascido em Buckfield, Maine, Long formou-se como advogado na Universidade Harvard, posteriormente estabelecendo-se em Hingham, Massachusetts. Participou na política do Partido Republicano na década de 1870, vencendo as eleições para a legislatura do estado em 1874. Destacou-se rapidamente e foi eleito vice-governador em 1879 e governador em 1880. Defendeu reformas modestas durante seus três anos como governador, que foram relativamente sem incidentes.
Depois de retornar a advocacia, foi oferecido um cargo no governo por seu amigo, o Presidente William McKinley, em 1896. Escolheu tornar-se Secretário da Marinha, apesar de não ter conhecimento aprofundado dos assuntos navais. Discutiu com seu Subsecretário, Theodore Roosevelt, sobre a expansão da Marinha quando a Guerra Hispano-Americana começou em 1898. Renunciou ao cargo depois que Roosevelt tornou-se presidente e retomou sua advocacia. Morreu em sua casa em 1915; Suas publicações incluem um diário vitalício, uma história da Guerra Hispano-Americana e uma tradução em verso da Eneida de Virgílio.

## Primeiros anos

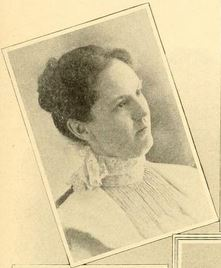
Mary Woodford Glover

John Davis Long nasceu em Buckfield, Maine, no dia 27 de Outubro de 1838, filho de Zadoc Long e Julia Temple (Davis) Long. Foi nomeado ao Governador de Massachusetts John Davis, primo de seu avô materno. Obteve sua educação primária na Hebron Academy até frequentar a Universidade Harvard, onde formou-se em Phi Beta Kappa em 1857. Em Harvard, era membro da filial Alpha da fraternidade Delta Kappa Epsilon. Long escreveu prosa e verso para uma revista de estudantes e foi escolhido para escrever uma ode à formatura de sua turma. Também iniciou um diário particular algum tempo antes de sua chegada a Harvard, que manteve ao longo de sua vida.
Depois de dois anos como diretor da Westford Academy em Westford, Massachusetts, Long começou a frequentar a Harvard Law School, tornando-se membro da Ordem de Massachusetts em 1861. Exerceu direito, primeiro sem sucesso em Buckfield, e depois em Boston, e serviu na milícia estadual durante a Guerra Civil Americana. Mudou-se para Hingham, Massachusetts, em 1869, e no ano seguinte casou-se com Mary Woodford Glover, de Hingham. O casal teve duas filhas (e um natimorto) antes de sua morte em 1882.

## Política de Massachusetts
Long começou seu envolvimento na política localmente em Hingham em 1870. A temperança era uma questão importante que dominava suas crenças políticas. Sua política inicial era um tanto independente: apoiou o Republicano reformista Benjamin Butler como governador em 1871, mas recebeu uma indicação Democrata espontânea no final daquele ano para um cargo na Câmara dos Representantes de Massachusetts. Não fez campanha e perdeu a eleição. Nomeado pelos Democratas e Republicanos reformistas em 1872, perdeu novamente. Posteriormente, tornou-se um defensor Republicano, convencido de que a reforma seria melhor realizada de dentro da organização do partido.
Em 1874, Long presidiu a convenção Republicana do estado e finalmente venceu a eleição para a legislatura estadual. Formou uma forte relação com o Presidente John E. Sanford e, naquilo que o historiador James Hess descreve como uma provável mudança de cálculo político, apoiou o bem-sucedido candidato ao governo em 1875, Alexander H. Rice, embora Rice apoiasse uma legislação liberal sobre a venda de álcool que Long opôs-se. Conseguiu negociar esse apoio em sua própria eleição para o cargo de presidente em 1876. Ampliou suas visões de reforma para o cenário nacional, apoiando Benjamin Bristow em sua tentativa frustrada de nomear a presidência Republicana.
Em 1878, Long, sem sucesso, desafiou o incumbente Rice, para a indicação de governador. Quando Rice anunciou sua aposentadoria no ano seguinte, Long novamente procurou a indicação. Foi para o ex-Vice-Governador Thomas Talbot, mas Long ganhou a indicação de vice-governador por aclamação. A oposição Democrata divergiu-se pelo retorno de Benjamin Butler a esse partido, e a chapa Republicana venceu as eleições gerais. Long capitalizou a evasão de cerimônias públicas de Talbot para manter uma posição de destaque, apesar da pouca importância relativa do cargo. Foi facilmente indicado para governador quando Talbot anunciou que não concorreria à reeleição, apesar da falta de apoio da liderança do partido. A eleição foi altamente divisória, colocando Long contra Butler e os Democratas divergidos. Long foi criticado por sua falta de serviço na Guerra Civil e atacado por suas diversões da filosofia do partido, mas obteve uma vitória confortável. Foi reeleito por margens confortáveis nos dois anos seguintes.
O mandato de Long como governador foi descrito pelo historiador P.A.M. Tayler como relativamente sem incidentes. Propôs várias reformas modestas, incluindo uma expansão moderada dos direitos de voto das mulheres (depois restritas à votação em comitês escolares) e permitindo que as mulheres participassem de conselhos estaduais. A maioria dessas reformas não foram implementadas durante seu mandato, embora algumas tenham sido promulgadas posteriormente por seus sucessores. Mantinha uma agenda cheia, participando de todos os tipos de eventos cívicos em todo o estado.
Em um de seus últimos atos como governador, ele nomeou Oliver Wendell Holmes, Jr. para o Supremo Tribunal Judicial de Massachusetts. A nomeação do pato manco foi ocasionada pela súbita renúncia de Otis Lord, um Republicano que pode ter renunciado para negar a oportunidade de indicação ao novo governador Democrata, Benjamin Butler. A indicação foi feita no dia 8 de Dezembro de 1882, o último dia do mandato de Long, quando o Conselho do Governador (que precisava aprovar a indicação) estava agendado para reunir-se.
Long foi eleito para o Congresso dos Estados Unidos nas eleições de 1882 e exerceu até 1889, recusando concorrer à reeleição nas eleições de 1888. Em 1886, foi encorajado a candidatar-se ao Senado por Henry Cabot Lodge, embora o apoio de Lodge aparentemente tenha sido parte de uma armadilha para testar a força da liderança do partido do estado. Lodge retirou seu apoio no último minuto, apoiando Henry L. Dawes, e a legislatura reelegeu Dawes para o cargo. O incidente esfriou as relações entre Lodge e Long. Nas jogadas e negociações que antecederam a eleição para o Senado, Long recebeu o apoio Democrata de Butler, mas recusou, acreditando que esses votos seriam vistos como corrompidos por um acordo político desagradável.
O mandato de Long no Congresso teve nada de mais, desde que o Congresso estava sob o controle do Partido Democrata pelos seis anos em que exerceu. Além de fazer lobby junto à administração para indicações de apoio, participou de um comitê conjunto que examinava os interesses da construção naval e dos armadores, bem como em comitês de conferência que lidavam com pensões e financiamento da Marinha. Em 1886, Long casou-se novamente, com Agnes Pierce, professora e filha de um ministro universalista; tiveram um filho, nascido em 1887.
Long decidiu em 1888 não concorrer a outro mandato no Congresso e passou os próximos oito anos na advocacia. Seus clientes eram tipicamente interesses corporativos, e apareceu em nome deles no tribunal e nas audições do comitê legislativo. Foi solicitado como palestrante, algo em que envolveu-se por muitos anos. Permaneceu um pouco ativo nos grupos do Partido Republicano, apoiando o Clube Republicano para Jovens de Roger Wolcott, que buscava trazer sangue novo para o partido. Quando ofereceu a oportunidade de desafiar o Senador Republicano George Frisbie Hoar, recusou. Em 1889, foi nomeado para o comitê que supervisionava a ampliação da Massachusetts State House, cargo que ocupou até 1897.

## Secretário da Marinha
Como congressista, Long tornou-se grande amigo de William McKinley, eleito Presidente em 1896. McKinley ofereceu a Long sua escolha de vários cargos; escolheu ser Secretário da Marinha. Foi confirmado pelo Senado dos Estados Unidos no dia 2 de Março de 1897. A nomeação provocou uma tempestade de críticas de Henry Cabot Lodge. Lodge fora eleito para o Senado, dominava o Partido Republicano em Massachusetts e esperava ter voz na escolha de um candidato ao cargo em troca de seu apoio a McKinley. Um dos apoiadores de Lodge reclamou que Long estava com problemas de saúde e que não daria ao governo "base e vigor". (Long havia voltado a sua advocacia após um colapso nervoso).

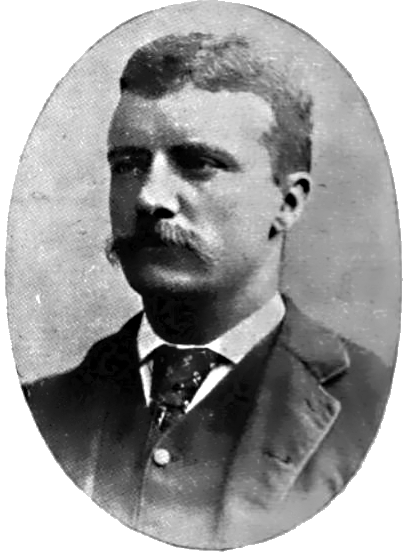
Theodore Roosevelt como Subsecretário da Marinha em 1898

Lodge compensou o revés, ajudando a garantir o cargo de Subsecretário de Theodore Roosevelt, um Nova-Iorquino impetuoso e agressivo. Long e Roosevelt não davam-se bem: além de diferenças de personalidade, Roosevelt buscava modernizar e expandir agressivamente a Marinha contra a abordagem mais estudada e conservadora de Long. Preferiu expandir a Marinha gradualmente. À medida que os interesses globais do país cresceram, Long comprometeu-se com o crescimento pacífico do país, de acordo com as políticas de McKinley. Como resultado de suas divergências com Roosevelt, Long tomou medidas para controlar seu subordinado. Roosevelt, por outro lado, procurou maneiras de incentivar Long a agir, escrevendo "Só queria envenenar sua mente, a fim de torná-lo um pouco mais truculento em assuntos internacionais". Também irritou-se com a política de Long de adiar grande parte do trabalho do departamento para seus secretariados permanentes, o que resultou em restrições no fluxo de informações que a administração recebeu. Long estava um pouco orgulhoso do fato de conhecer pouco dos detalhes dos assuntos navais, comentando que era "um civil que não conhece a proa da popa de um navio".
Long acreditava que as tensões constantes entre a Espanha dificilmente levariam à guerra e, caso isso acontecesse, a guerra seria facilmente vencida. Consequentemente, não tomou medidas significativas para preparar a Marinha para essa eventualidade. Em Janeiro de 1898, mandou o USS Maine para Havana, Cuba, como uma questão de "relações costumeiras". McKinley e ele estavam preocupados com a segurança dos americanos em Cuba devido à Guerra de Independência Cubana em andamento. No início de Fevereiro de 1898, as tensões haviam atingido proporções de crise e Long foi obrigado a começar a elaborar planos para a guerra. A explosão e o naufrágio do Maine em Havana, no dia 15 de Fevereiro, foram a faísca que acendeu a Guerra Hispano-Americana. O governo opôs-se à guerra, mas os protestos públicos sobre o naufrágio não puderam ser ignorados. Dez dias após o naufrágio, Long tirou um dia de folga e Roosevelt usou sua autoridade na ausência de Long para emitir uma série de ordens destinadas a aumentar a prontidão da Marinha para a guerra, incluindo a famosa ordem do Comodoro George Dewey em uma postura ofensiva agressiva nas Filipinas Espanholas. Long contrariou algumas das ordens de Roosevelt posteriormente, mas começou a intensificar os preparativos para a guerra naval.
A perda do Maine realçou para a administração a escassez de navios de guerra modernos do país, desencadeando uma disputa pela aquisição de mais navios. Uma ordem importante dada por Long foi transferir o USS Oregon (um dos navios mais poderosos da Marinha) da costa oeste para o Caribe; o navio fez a viagem ao redor de Cabo Horn, de São Francisco a Key West, na Flórida, em 66 dias. A guerra foi declarada em Abril de 1898. Roosevelt renunciou ao cargo no mês seguinte, uma ação que Long considerou imprudente, mas depois reconheceu que era significativo no avanço da carreira de Roosevelt.
Long dirigiu as atividades da Marinha durante a guerra, aumentando significativamente seu tamanho no processo. Ordenou que Dewey neutralizasse a frota espanhola nas Filipinas, ordenou a Captura de Guam e trabalhou para apoiar um cerco e operações ofensivas contra Cuba. Também encaminhou recursos navais para posturas ameaçadoras contra a Espanha continental, a fim de incentivar a retirada espanhola de uma frota destinada às Filipinas.
Em resposta à crescente pressão dos líderes da Marinha, Long criou uma equipe consultiva permanente após a guerra. O conselho, criado em Março de 1900, foi criado para unificar o trabalho do Gabinete de Inteligência Naval, do Colégio de Guerra Naval e da liderança da frota para a produção de planos de guerra e a adequada preparação, planejamento e implantação de recursos navais em busca dos objetivos definidos nesses planos. Após a guerra, Long avançou nos planos de criar uma base naval nas Filipinas, no entanto, o financiamento dos planos ficou retido no Congresso, que procurou repetidamente revisar as possíveis localizações das bases nas ilhas. A questão também ficou envolvida em rivalidade com o Departamento de Guerra, que opôs-se ao estabelecimento da Marinha de uma base permanente lá que não estava sob sua autoridade. A construção da Base Naval de Subic Bay não começou até depois de Long deixar o cargo.
Long foi promovido como potencial candidato a vice-presidente pela delegação de Massachusetts à Convenção Nacional Republicana de 1900 e era o preferido de McKinley para o cargo. No entanto, os líderes do partido opuseram-se a ele por motivos geográficos, e Lodge (com quem Long continuava brigando) usava com discrição uma faixa de Long, mesmo que apoiasse Roosevelt, que facilmente ganhou a indicação. A chapa de McKinley – Roosevelt venceu a eleição e Long decidiu permanecer no segundo mandato de McKinley.

## Últimos anos
Depois que McKinley foi assassinado em Setembro de 1901, Long mudou de ideia e apresentou sua renúncia ao Presidente Roosevelt no dia 1º de Maio de 1902. Os motivos exatos para isso não são claros, mas vários fatores provavelmente contribuíram. Primeiro, Roosevelt tinha uma forte relação com o rival político de Long, era conhecido por discordar de Long em assuntos navais, e não era receptivo à sua presença na Casa Branca. Segundo, uma investigação sobre as ações do Almirante Winfield Scott Schley na Batalha de Santiago de Cuba em Julho de 1898 resultou em uma quantidade significativa de críticas a atuação de Long na guerra. Terceiro, uma de suas filhas morreu em Outubro de 1901, menos de um mês após o assassinato de McKinley. Essas questões levaram Long a uma depressão, e a situação foi agravada ainda mais quando Roosevelt brigou com ele no início da guerra e, em seguida, fez substituições mediáticas de algumas de suas decisões. O historiador Wendell Garrett observa que Roosevelt teve um grande interesse pessoal na Marinha e teve dificuldade em trabalhar com os secretários posteriores.
Long voltou para Massachusetts, onde retomou sua advocacia e permaneceu interessado na política partidária. Participou de alguns conselhos corporativos e atuou como presidente da Puritan Trust Company. Continuou a defender pelo sufrágio feminino e exerceu nos conselhos de várias escolas particulares, incluindo na sua universidade, a Hebron Academy. Costumava passar um tempo no Maine (em 1882, recomprou a casa da família em Buckfield) e adoeceu em Agosto de 1915. Voltou para Hingham, onde morreu no dia 28 de Agosto.

## Obras e legado
Além do extenso diário de Long, escreveu sobre vários outros assuntos. Durante sua tentativa frustrada de iniciar uma advocacia em Buckfield, elaborou um artigo sobre o poder e a escravidão no Congresso. Enquanto estava em Boston no início da década de 1860, teve uma peça teatral produzida localmente. Em 1878, fez uma tradução em verso da Eneida de Virgílio. Em 1903, publicou A Nova Marinha Americana, uma história da Guerra Hispano-Americana e o desenvolvimento da Marinha durante esse período.
Entre as ações beneficentes de Long, estava financiando a criação de uma biblioteca pública em Buckfield em 1900, que agora é conhecida como Zadoc Long Free Library. USS Long (DD-209) foi nomeado em sua homenagem.

## Publicações
Como autor
- Virgil (1879). The Æneid of Virgil. Long, John Davis (trans.). Boston: Lockwood Brooks. OCLC 503897508
- Long, John Davis (1903). The New American Navy, Volume 1. New York: The Outlook Company. OCLC 225348
- Long, John Davis (1903). The New American Navy, Volume 2. New York: The Outlook Company. OCLC 225348
- Long, John Davis (1939). Papers of John Davis Long, 1897–1904. Boston: Massachusetts Historical Society. OCLC 616782
- Long, John Davis (1956).  Long, Margaret, ed. The Journal of John D. Long. Rindge, NH: R. Smith. OCLC 614736339

Como editor
- Long, John Davis (ed) (1888). The Republican Party: Its History, Principles, and Policy. New York: M. W. Hazen. OCLC 11734261
- Long, John Davis (ed) (1902). Famous Battles By Land And Sea. Boston: Hall & Locke. OCLC 3827277